# 87e régiment d'infanterie (France)
Pour les articles homonymes, voir 87e régiment.
Le 87e régiment d'infanterie (87e RI) est un régiment d'infanterie de l'Armée de terre française, à double héritage, créé sous la Révolution à partir du régiment de Dillon, un régiment d'infanterie irlandais au service du royaume de France, et recréé en 1854 à partir du 12e régiment d'infanterie légère.

## Création et différentes dénominations
Le 87e régiment d’infanterie a la particularité, comme tous les régiments d’infanterie portant un numéro entre le 76e et le 99e, d’être l’héritier des traditions de deux régiments : le 87e régiment  d'infanterie de ligne et le 12e régiment d'infanterie légère.

### Différentes dénominations
1791 : tous les régiments prennent un nom composé du nom de leur arme avec un numéro d’ordre donné selon leur ancienneté. le régiment de Dillon devient le 87e régiment d'infanterie de ligne ci-devant Dillon.
1793 : amalgamé, il prend le nom de 87e demi-brigade de première formation
27 janvier 1799 : reformé en tant 87e demi-brigade de deuxième formation
1803 : le 87e régiment d'infanterie de ligne n'est pas formé et le numéro 87 disparaît jusqu'en 1854.
En 1854, l'infanterie légère est transformée, et ses régiments sont convertis en unités d'infanterie de ligne, prenant les numéros de 76 à 100. Le 12e régiment d'infanterie légère prend le nom de 87e régiment d'infanterie de ligne.
1871 : fusion entre le 87e régiment d'infanterie de ligne et le 87e régiment de marche
1883 : renommé 87e régiment d'infanterie
1914 : à la mobilisation, il met sur pied son régiment de réserve, le 287e régiment d'infanterie
1920 : dissous
1939 : recréé comme 87e régiment d'infanterie de forteresse
1940 : dissous

## Commandement du régiment

### Colonels / chef de brigade
5 février 1792 : Thomas Keating ;
1794 : Pierre Étienne Petitot
1799 : Armand Philippon
Le no 87 reste vacant de 1803 à 1854
1855 : Jules Marie Ladreit de Lacharrière
1856 : colonel Hermann
1863 : colonel Bouchard d'Aubeterre
6 mars 1867 : colonel Blot
1870 : colonel Rollet
1881 : colonel Bourboulon
1889 : colonel Verny
1891 : colonel d'Esclaibes
1893 : colonel Laffitte-Rouzet
1901 : colonel Roy
1914 : colonel Rauscher
5 mars 1918 : lieutenant-colonel Cour

## Drapeaux et décorations du87eRI

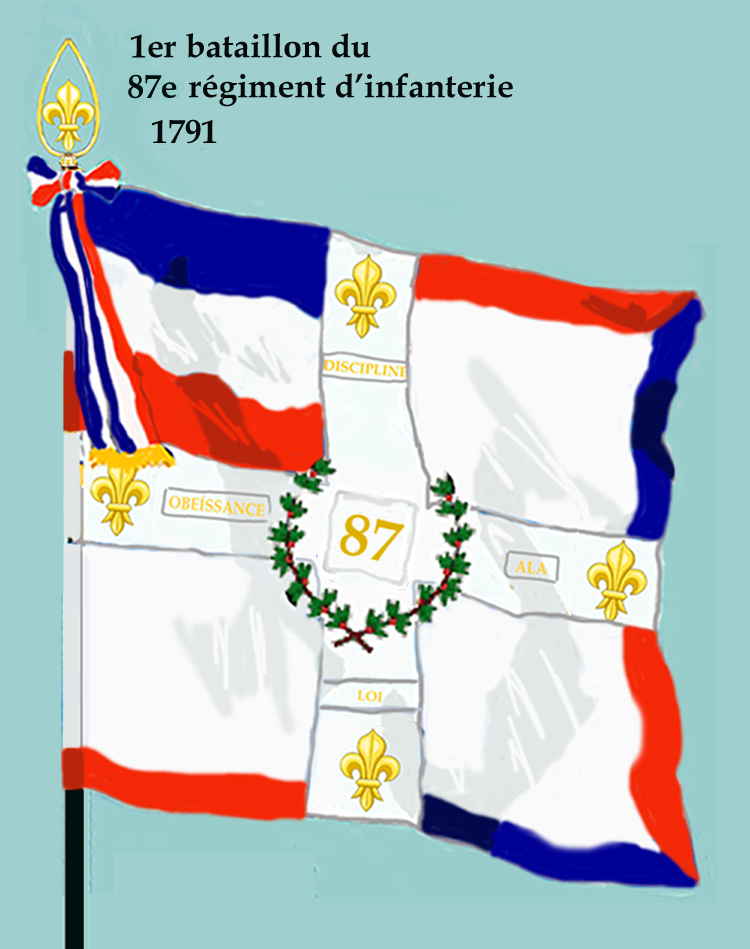
Drapeau du 1er bataillon du 87e régiment d'infanterie de ligne de 1791 à 1793
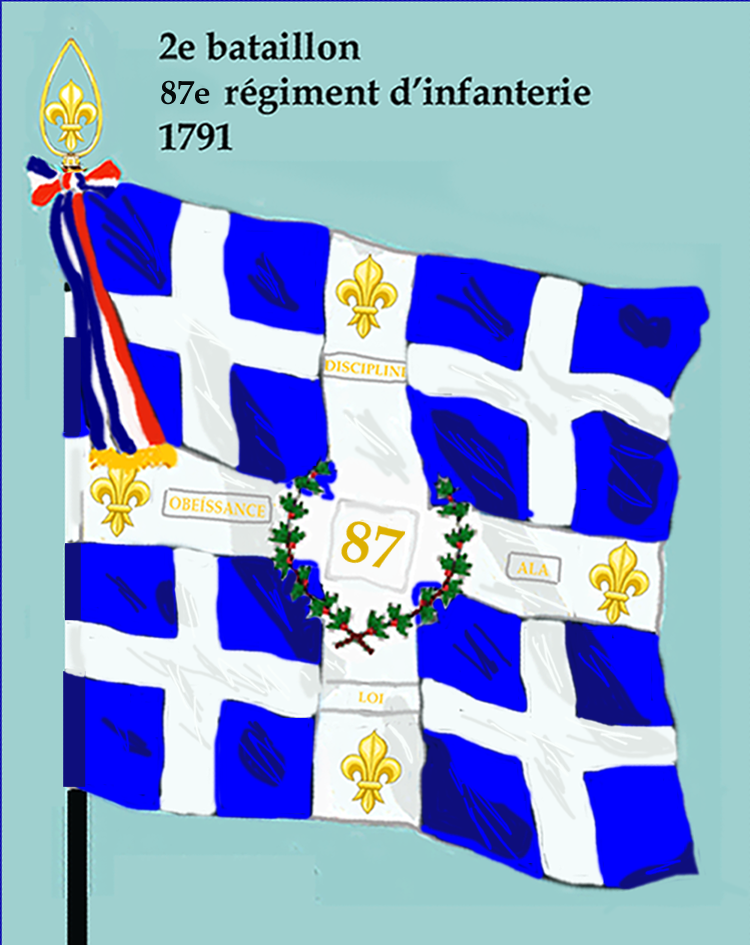
Drapeau du 2e bataillon du 87e régiment d'infanterie de ligne de 1791 à 1793

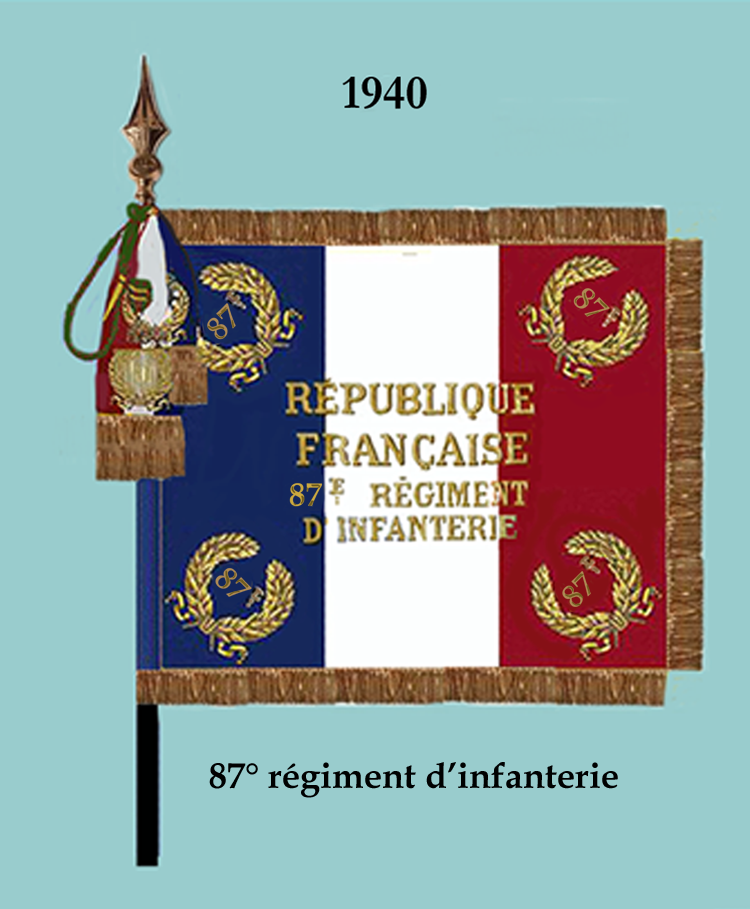
Dessin de l'avers du drapeau.
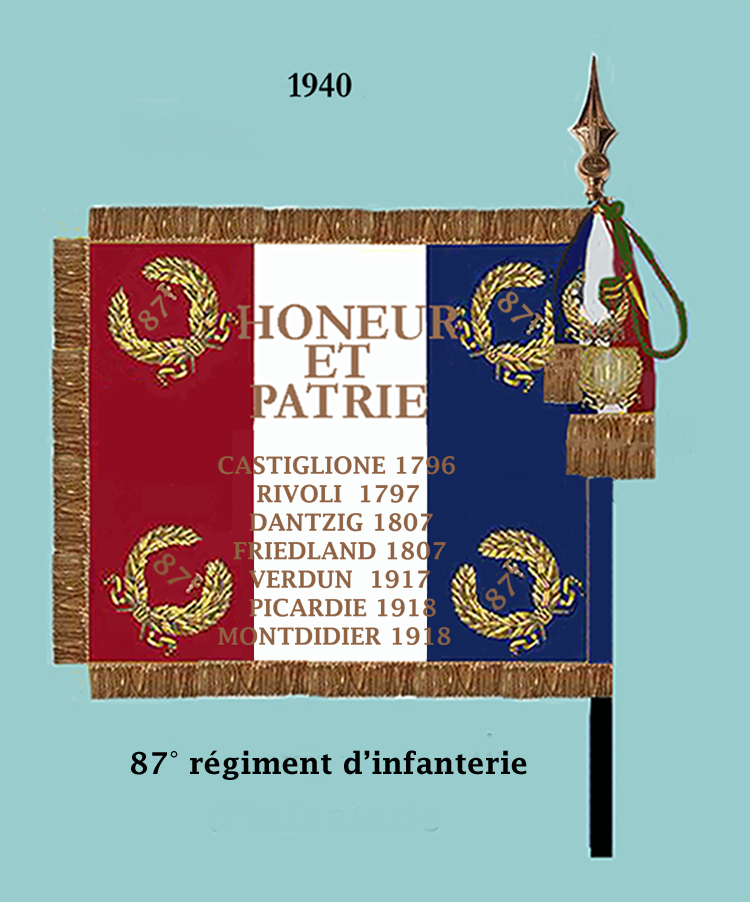
Dessin du revers du drapeau.
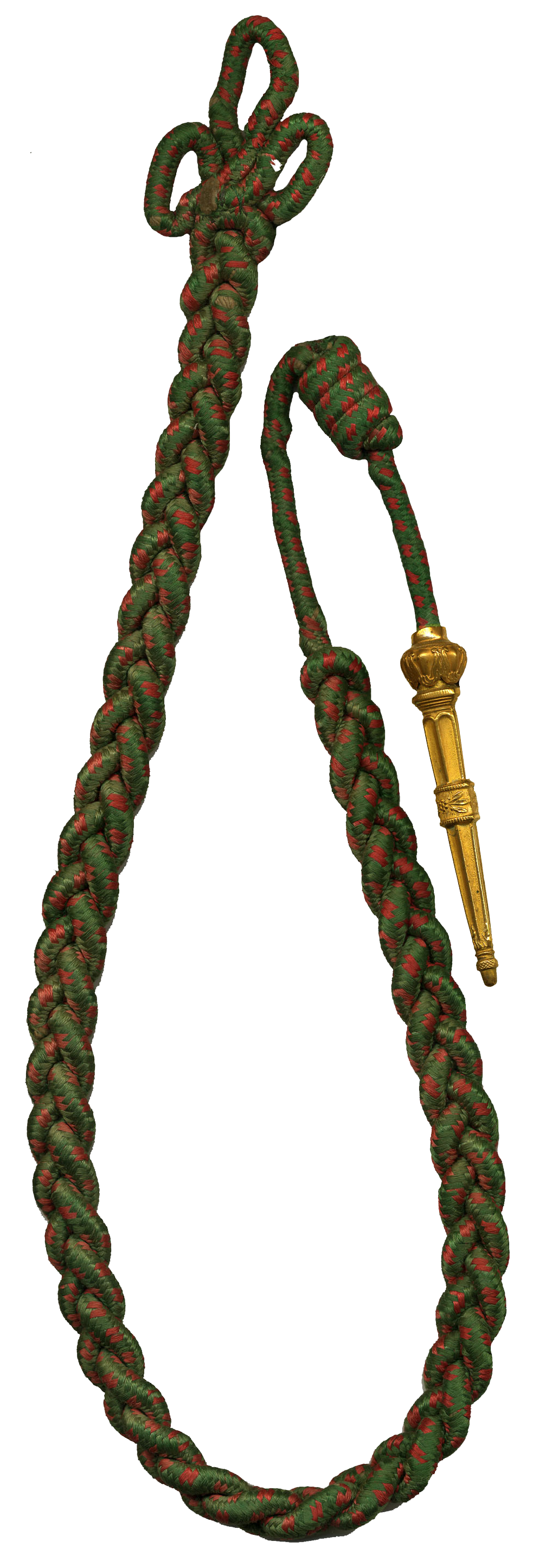
Fourragère aux couleurs de la Croix de guerre 1914-1918.

Il porte, cousues en lettres d'or dans ses plis, les inscriptions suivantes :
- Castiglione 1796
- Rivoli 1797
- Dantzig 1807
- Friedland 1807
- Verdun 1917
- Picardie 1918
- Montdidier 1918

## Historique des garnisons, combats et batailles du87eRI

### Ancien Régime
Régiment Dillon
11 mai 1745 : bataille de Fontenoy
17 mai 1756Guerre de Sept Ans - combat de Korbach, bataille de Warburg, bataille de Vellinghausen

### Guerres de la Révolution et de l'Empire
1793 : siège de Valenciennes
8 février 1807 : bataille d'Eylau - corps d'observation de la Gironde
1808 : Armée de Portugal - guerre d'indépendance espagnole
1814 : guerre d'indépendance espagnole
27 février 1814 : bataille d'Orthez

### Second Empire
Le décret du 24 octobre 1854 réorganise les régiments d'infanterie légère les corps de l'armée française. À cet effet le 12e régiment d'infanterie légère prend le numéro 87 et devient le 87e régiment d'infanterie de ligne.
Par décret du 2 mai 1859 le 87e régiment d'infanterie fourni 1 compagnie pour former le 101e régiment d'infanterie de ligne.
- 1864-1866 : Algérie. Le dépôt du régiment est basé à Saint-Maixent
- 1867-1868 : corps expéditionnaire de Rome
- Guerre de 1870 : siège de Strasbourg

### 1871 à 1914
En octobre 1871, le 87e régiment de marche fusionne avec le 87e régiment d'infanterie de ligne.
Lors de la réorganisation des corps d'infanterie de 1887, le régiment fourni un bataillon pour former le 148e régiment d'infanterie.

### Première Guerre mondiale

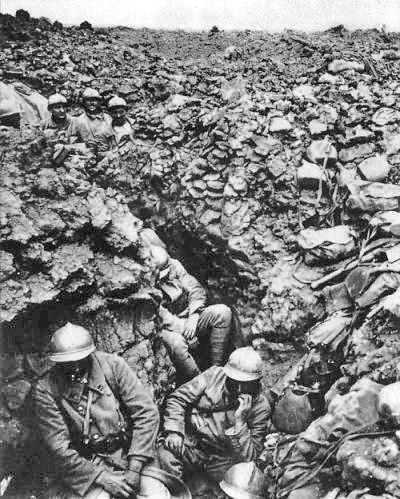
Soldats du d'infanterie près de Verdun en 1916.

En 1914 casernement : Saint-Quentin, 6e brigade d'infanterie, 3e DI, 2e corps d'armée.
À la 3e DI d'août 1914 à novembre 1918.
Pendant quatre années de guerre, animé, du premier au dernier jour, d'une ardente volonté de vaincre, soutenu par une confiance inébranlable dans les destinées du Pays et dans la Victoire, le 87e Régiment d'Infanterie a souffert joyeusement les misères de cette campagne sans précédent. Toujours discipliné, ferme et tenace devant les efforts de l'ennemi, plein d'élan généreux dans les multiples offensives auxquelles il a pris part, ne comptant jamais ses sacrifices, sauf pour honorer ses morts, il laissera à tous ceux qui passeront au cours des temps à venir sous son glorieux drapeau un exemple impérissable.

#### 1914
Bataille de Virton
Les trois bataillons du 87e RI connaissent leur baptême du feu à partir du 20 août 1914 face à la 4e armée allemande, lors de la « bataille des frontières » en Belgique subissant à cette occasion de pertes importantes.
Le premier bataillon (commandant Cussac) est détaché en soutien auprès de la 9e division de cavalerie dès le 17 août au soir avec laquelle il subira de lourdes pertes le 20 août aux abords de Neufchâteau (Longlier), un seul officier d'active, le lieutenant Lamy, restant en état de ramener les restes du bataillon.
Les deuxième et troisième bataillons (commandants Imard et Chardoillet) sont eux engagés le 22 août aux abords de Virton (Villers-la-Loue), réussissant, après avoir réussi à tenir leurs positions, à enlever en fin de soirée les premières tranchées allemandes avant d'être dispersés par les tirs de leurs ennemis et de revenir à leurs positions initiales.
Pendant les dures étapes de la retraite de la Belgique à la Marne, le 87e Régiment fut remarquable d'endurance, de calme et de confiance. Le 27 août, il contribue à retarder le franchissement de la Meuse. En fin de journée, débouchant de la forêt de Dieulet, il participe à une contre-attaque de toute la D. I. et la nuit le surprend dans des corps à corps furieux qui empêchent l'ennemi de déboucher de Cesse et de Luzy.
Bataille de la Marne
Durant la bataille de la Marne, il arrête le flot ennemi devant Favresse, Haussignemont et Blesm. Au Nord de Vienne-le-Château,il participe héroïquement aux terribles combats de tranchées dans les forêts de l'Argonne du 15 septembre 1914 au 14 janvier 1915. Il a gagné dès lors le droit d'inscrire le mot « Argonne» sur son glorieux Drapeau.

#### 1915
Batailles de Champagne et Hauts de Meuse
Le régiment combat en Champagne du 25 février au 6 mars puis sur les Hauts de Meuse - tranchée de Calonne du 17 avril au 29 juillet témoignant d'une inlassable ardeur offensive et d'un esprit de sacrifice sans limite. Ramené en Champagne en octobre 1915, il participe glorieusement  aux attaques de Tahure puis passera l'hiver sur les Hauts de Meuse dans le secteur de bois Bouchot et de Vaux les Palameix.

#### 1916
Sous Verdun, au cours de la grande offensive allemande, le Régiment s'oppose à l'avance ennemie dans la Wœvre. Du 22 février au 17 mars, il organise le secteur de Bonzée-Tresauvaux, travaillant souvent la nuit et sous de violents bombardements. Le Régiment revient ensuite sur les Hauts-de-Meuse pour couvrir Les Éparges (jusqu'en fin juin).
Bataille de la Somme
On le retrouve ensuite en juillet dans la Somme, où s'est déclenchée la grande offensive Franco-Anglaise de riposte. Dans le secteur Belloy-Barleux, il fournit, dans des conditions très pénibles (boue et bombardement), une grosse somme de travail. Les 15, 16 et 17 septembre, le Régiment, engagé à l'extrême gauche du front d'attaque de la 10e Armée, est en butte à des tirs de concentration de très grande violence.

#### 1917
Bataille de Champagne
Le 6 mai 1917, le 87e RI attaquait au mont Espin. C'est sous de violents tirs de barrage que les deux bataillons d'attaque (2e et 3e) se mettent en place à l'Est de La Neuville. Le 7 mai, à 14 h. 30, l'attaque se déclenche; la marche des vagues d'assaut, en ordre parfait, fait l'admiration de tous et notamment du général commandant la 5e Armée, qui assiste d'un observatoire, au départ de l'attaque. Le système puissant de la tranchée du Vampire est conquis de haute lutte.
Verdun - cote 304
Le 17 juillet 1917, à 6 h 15, c'est sous un violent tir de barrage que les bataillons De Couesbouc et Verdavaine, sortant des tranchées Champigneulles et Poirier, se portent à l'attaque. La position ennemie, fouillis inextricable de tranchées et boyaux, est submergée avec une rapidité extraordinaire : la résistance de l'ennemi est bientôt brisée. Le bataillon Verdavaine atteint la tranchée Nouvelle et certains éléments poussent même jusqu'à la tranchée Gerok. Le bataillon De Couesbouc, dépassant également son objectif, la tranchée de la Demi-Lune, bouleversée par la préparation d'artillerie, remarquablement bien faite, arrive dans la tranchée ûretchen. Par la prise de cette tranchée, des vues très importantes sur le ravin du bois Camard, partie Nord-Ouest de la côte 304, étaient acquises.

#### 1918
Bataille de la Somme

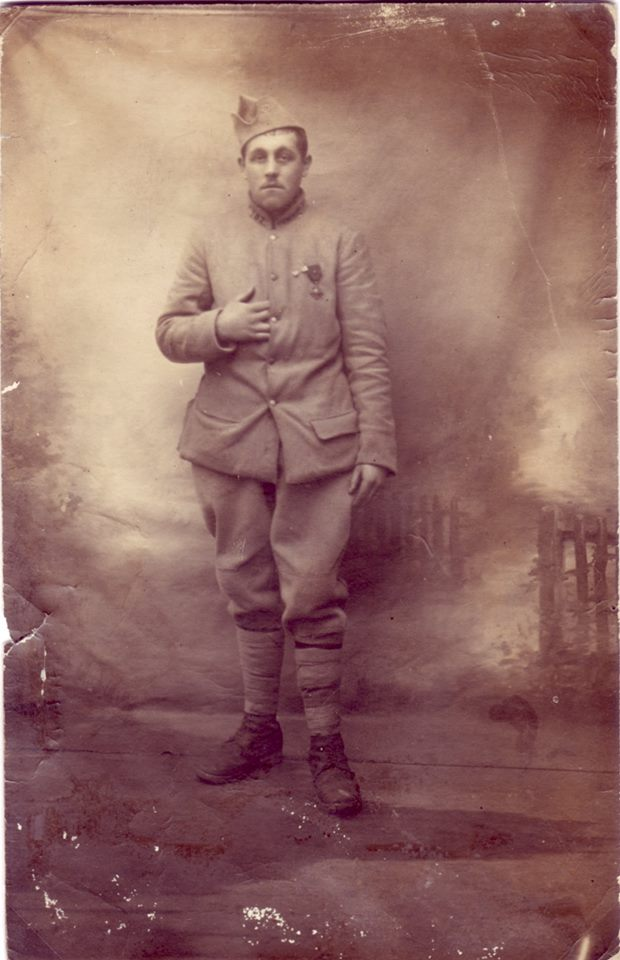
Portrait de 1918 d'un soldat du tué le 5/10/1918.

Relevé à Verdun, après avoir lutté tout l'hiver contre l'eau et la boue, dans un secteur où les nuits étaient souvent agitées par des coups de main, le 87e RI, qui est depuis le 5 mars commandé par le lieutenant-colonel Cour, arrive dans la Somme, sur le plateau de Louvrechy (avril 1918). L'offensive allemande de mars vient à peine d'être arrêtée, les lignes adverses sont simplement jalonnées. En trois mois, le secteur du régiment est remarquablement organisé : réseaux, tranchées, boyaux et abris forment une position solide. Les villages de Sourdon, Thory, le bois de Mongival, tenus par le Régiment, reçoivent leur bon compte d'obus, les bombardements par obus toxiques sont fréquents.
Après trois mois (mai à juillet 1918)  de travail soutenu et de défensive active, le 87e RI passe à l'attaque et remporte un magnifique succès. C'est en chantant que le Régiment sort de Sourdon, le soir du 22 juillet, pour venir se placer dans les tranchées de première ligne et du chemin creux entre Thory et Sauvillers.
Après cette brillante attaque, le régiment reste en ligne. Le 3 août, par une progression hardie, il occupe plusieurs bois et le village de Braches, où il fait une dizaine de prisonniers. Le 8 août, à 12 h20, il franchit l'Avre et progresse au delà, malgré une forte réaction d'artillerie et de violents feux de mitrailleuses, s'empare des bois du Fresne, du Losange, du Chevreuil et du Hêtre, rejette deux contre-attaques et s'infiltre, à la nuit, dans le bois important de Saint-Hubert, qu'il occupera entièrement le lendemain. Pour son attaque du 8 août, le Général Commandant le 9e C. A., cita alors le 87e RI.

### Entre-deux-guerres
Toujours rattaché à la 3e DI après-guerre, le régiment est dissout le 16 février 1920.

### Seconde Guerre mondiale
Recréé le 23 août 1939 sous le nom de 87e régiment d'infanterie de forteresse, à partir du Ve bataillon du 1er régiment d'infanterie. Il est responsable du sous-secteur du Hainaut du secteur fortifié de Maubeuge, devenu 101e division d'infanterie de forteresse en mars 1940.

#### Batailles et combats
- 1940 :
  - 25 au 30 mai 1940 Poche de Lille

## Décorations
La cravate du drapeau est décorée de la croix de guerre 1914-1918 avec deux palmes et une étoile de vermeil (deux citations à l'ordre de l'armée et une à l'ordre du corps d'armée).
Le régiment a le droit au port de la fourragère aux couleurs du ruban de la croix de guerre 1914-1918.

## Insigne
Dans un écu à la bordure crénelée et surmonté d'une tourelle tirant, une tête de guerrier nervien, tribu gauloise du Nord.

## Uniformes sous la Révolution et le Premier Empire

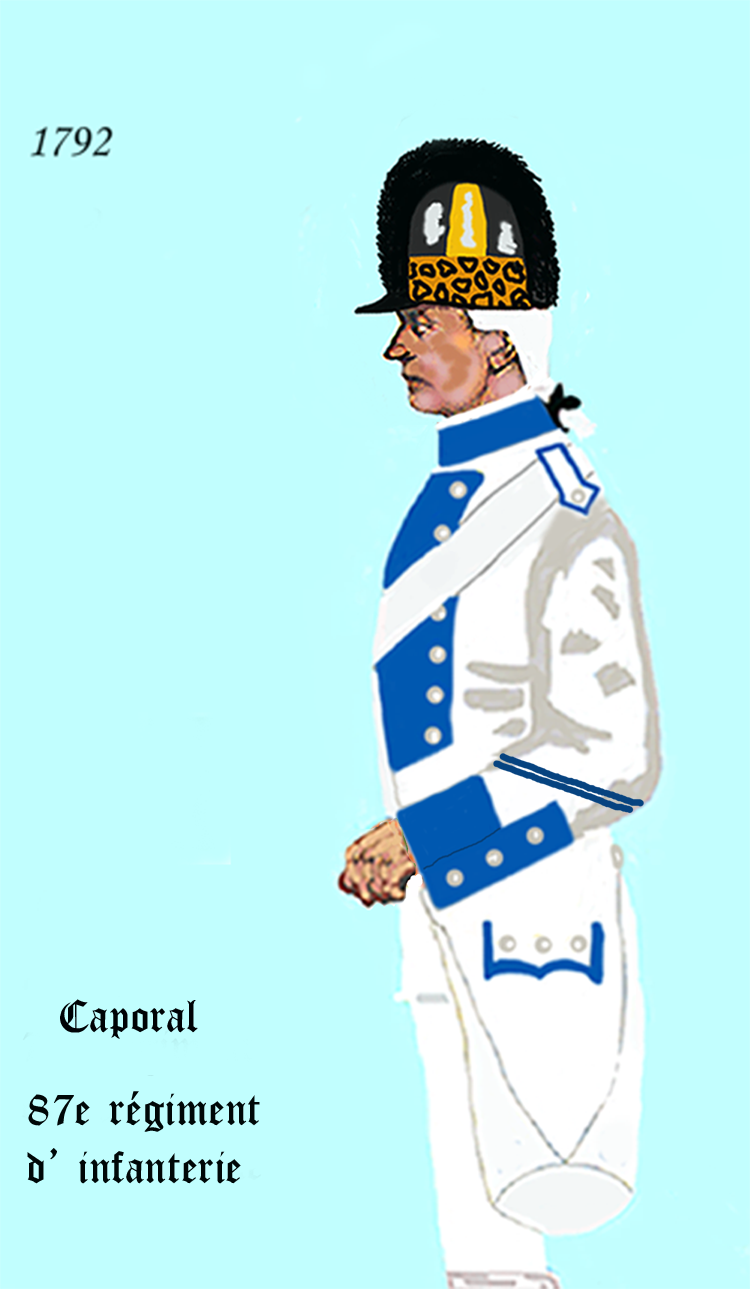
Dessin de l'uniforme du (1792).

## Personnalités ayant servi au87eRI
- François Antoine Teste (1775-1862), général français.
- Henri Désiré Landru (1869-1922), criminel français.
- Henri Crozat de Fleury (1886-?), membre de la bande à Bonnot[6]
- Paul Neuville (1896-1975), résistant français, compagnon de la Libération.

## Sources et bibliographie
- À partir du Recueil d'historiques de l'infanterie française (général Andolenko - Eurimprim 1969)
- Historique du 87e régiment d'infanterie : campagne 1914-1918, Paris, Calmette & Petit, 70 p., lire en ligne sur Gallica.
- Charles-Joachim-Edgard Malaguti, Historique du 87e régiment d'infanterie de ligne: ex-12e Léger, J. Moureau et fils, 1892 (lire en ligne)